# Limenitis fundania
Limenitis fundania är en fjärilsart som beskrevs av Hans Fruhstorfer 1915. Limenitis fundania ingår i släktet Limenitis och familjen praktfjärilar. Inga underarter finns listade i Catalogue of Life.